# Veřejné postní dny
Veřejný postní den (hebrejsky תענית ציבור‎ – ta'anit cibur) je půst, který se vztahují na všechny židy nebo na určitou skupinu židů (viz půst prvorozených) a připomíná si jej veřejně celý Izrael. Liší se tak od půstu, který na sebe může vzít jednotlivec nebo který může být mimořádně vyhlášen rabinátem (např. půst za déšť). Postní dny mají v judaismu velký význam, jsou neodmyslitelně spojeny s duševní očistou, sebezpytováním a studiem a jsou zároveň obdobou oběti, neboť namísto obětovaného zvířete, a jeho masa a tuku, člověk „spaluje“ (obětovává) „své maso a svůj tuk“. Půst se drží ve dnech, které připomínají nějakou smutnou, tragickou nebo jinak dramatickou událost z období židovských dějin. Pro slovo „půst“ existují v hebrejštině dva výrazy: ta'anit (תענית‎) a com (צום‎).

## Postní dny v judaismu
V judaismu je sedm postních dní:
- Menší postní dny – půst se o těchto dnech drží od východu slunce do soumraku. Jediný zákaz se týká požívání potravin a nápojů. Půst může být posunut, pokud by připadl na Šabat.
  - 13. adaru, v předvečer svátku Purim se drží půst Ester.
  - 13. nisanu prvorození drží půst prvorozených.
  - 17. tamuz připomíná proražení jeruzalémských hradeb roku 586 př. n. l. a roku 70. n. l.
  - 3. tišri – půst Gedaljův.
  - 10. tevet, na paměť počátku obléhání Jeruzaléma babylonským králem.
- Velké postní dny, kdy půst trvá od soumraku do soumraku (déle než 24 hodin). Jedná se o přísný půst, kdy je kromě jídla a pití zakázáno i mytí, nošení kožené obuvi atd.
  - 10. tišri – Jom kipur
  - 9. avu – Tiš'a be-av, jenž připomíná dvojí zničení jeruzalémského Chrámu v letech 586 př. n. l. a 70 n. l.

Pokud by Tiš'a be-av připadl na šabat, půst je posunut na 10. av. Pokud ale Jom kipur připadne na šabat, půst platí.

### Pravidla pro přerušení půstu
Všechny půsty včetně Tiš'a be-av a Jom kipur je možné přerušit za následujících okolností:
- Nemoc, kterou by půst mohl zhoršit.
- Fyzická indispozice, kvůli které by půst mohl náhle zhoršit zdraví člověka.
- Těhotná žena může na základě vlastního uvážení odmítnout půst.
- Děti (do 13 let) se obecně nepostí, avšak mohou být svými rodiči na půst připravovány.